# Everywhere but Home
Everywhere But Home – pierwsze DVD amerykańskiego zespołu rockowego Foo Fighters, wydane 25 listopada 2003. Składa się z nagrań pięciu koncertów z trasy koncertowej promującej album One by One. Wydawnictwo uzyskało status złotej płyty w Stanach Zjednoczonych i potrójnej platynowej płyty w Australii.

## Lista utworów
Sporządzono na podstawie materiału źródłowego.

### Toronto
1. "All My Life"
2. "My Hero"
3. "Breakout"
4. "Have It All"
5. "Generator"
6. "Learn to Fly"
7. "For All the Cows"
8. "Stacked Actors"
9. "Low"
10. "Hey, Johnny Park!"
11. "Monkey Wrench"
12. "Times Like These" (wersja akustyczna)
13. "Aurora"
14. "Tired Of You"
15. "Everlong"

### Washington, D.C.
1. "Doll" (wersja akustyczna)
2. "See You" (wersja akustyczna)
3. "For All The Cows" (wersja akustyczna)
4. "Everlong" (wersja akustyczna)

### Slane Castle
1. "All My Life"
2. "Everlong"

### Reykjavik (Audio Only)
1. "All My Life"
2. "The One"
3. "Times Like These"
4. "My Hero"
5. "Learn To Fly"
6. "Have It All"
7. "For All The Cows"
8. "Breakout"
9. "Generator"
10. "Stacked Actors"
11. "Low"
12. "Hey, Johnny Park!"
13. "Monkey Wrench"
14. "Aurora"
15. "Weenie Beenie"
16. "Tired Of You"
17. "Everlong"

### Dublin (Hidden Concert)
1. "Introduction"
2. "All My Life"
3. "Breakout"
4. "The One"
5. "My Hero"
6. "Aurora"
7. "Low"
8. "Everlong"

## Skład
- Dave Grohl – wokal, gitara
- Nate Mendel – gitara basowa
- Chris Shiflett – gitara, wokal
- Taylor Hawkins – perkusja